# Acacia nyssophylla
Acacia nyssophylla — вид квіткових рослин з родини бобових. Ареал: Австралія (Новий Південний Уельс, Північна територія, Південна Австралія, Вікторія, Західна Австралія).

## Біоморфологічна характеристика
Цей колючий кущ зазвичай досягає висоти від 0,5 до 3 метрів і має безволосі гілочки, які мають рубці в місцях відокремлення філодіїв. Вічнозелені філодії жорсткі, тьмяні та голі, прямі або неглибоко вигнуті, мають довжину від 15 до 35 мм і приблизно 1,5 мм завширшки та мають близько 20 нечітких жилок. Цвіте з липня по жовтень або аж до листопада, утворюючи прості суцвіття, які зазвичай з'являються парами в пазухах зі сферичними або еліпсоїдними квітковими головами з діаметром від 3,5 до 6 мм і містять від 12 до 19 квіток золотистого кольору. Стручки мають лінійну форму, трохи стиснуті між кожним насінням і вигнуті до одноразово скручених. Голі стручки мають довжину від 3 до 6,5 см і ширину від 2 до 5 мм і мають поздовжні жилки. Блискуче чорне насіння завдовжки 4–5 мм і має ланцетно-видовжену або видовжено-еліптичну форму.